# Stretchia coloradicola
Stretchia coloradicola là một loài bướm đêm trong họ Noctuidae.